# 岡野貞一
岡野 貞一（おかの ていいち、1878年〈明治11年〉2月16日 - 1941年〈昭和16年〉12月29日）は 、日本の作曲家 、教育者 、オルガニスト。東京音楽学校（現在の東京芸術大学）教授。

## 人物・来歴
鳥取県邑美郡古市村（現在の鳥取市）に、士族 岡野平也の子として生まれ、幼少期に実父を亡くし、貧困の中で育つ。鳥取高等小学校（現在の鳥取市立久松小学校）へ進学。同校には日本の音楽教育家・作曲家田村虎蔵も学年違いで在校していた。
1892年、キリスト教徒として鳥取教会（現在：日本基督教団）で洗礼を受け、翌年、岡山の教会で宣教師からオルガンの演奏法を習った。
東京音楽学校（現在の東京藝術大学）の第2代校長である同郷の村岡範為馳が1892年に鳥取で行った講演に影響され、1895年には岡山の薇陽学院を中退し、上京して東京音楽学校に入学、1900年に専修部を卒業した。
その後、1906年に東京音楽学校助教授、1923年に教授（声楽）となり、1932年に退官するまで音楽教育の指導者の育成に尽力した。1918年より文部省編纂の尋常小学唱歌の作曲委員であった。約40年にわたり東京の本郷中央教会（明治・大正期には本郷中央会堂と呼ばれた、カナダメソジスト系の教会）の教会オルガニスト（聖歌隊も指導）であった。
1941年、日本大学附属病院で死去。63歳没。墓所は鳥取市玄忠寺。

## 主な作品

### 学校唱歌
高野辰之の詞によるものは（*）印
- 故郷（*）
- 春が来た（*）
- 春の小川（*）
- 朧月夜（*）
- 紅葉（モミジ）（*）
- 日の丸の旗（*）
- 水師営の会見
- 桃太郎
- 夕やけ
- 児島高徳
- 三才女

### 校歌
岡野は、日本本土はもとより、樺太、台湾、朝鮮、満洲まで、170校を超える校歌を作曲した。小学校、旧制中学校、高等女学校、旧制専門学校の校歌も多く作曲し、現在も60校におよぶ学校で歌い継がれている。以下の校歌は出典を底本とし、各取・間々田が各校へ確認し、出典としてまとめたものが基となっている。
- 北海道網走南ヶ丘高等学校校歌（作詞：神原克重）
- 秋田県立秋田北高等学校校歌（作詞：尾上柴舟）
- 秋田県立金足農業高等学校歌（作詞：近藤忠義）
- 秋田県立能代高等学校校歌（作詞：藤村作）
- 山形県立鶴岡工業高等学校校歌（作詞：土井晩翠）
- 福島県立白河高等学校校歌（作詞：工藤正勝）
- 茨城県立結城第一高等学校校歌（作詞：土井晩翠）
- 千葉県立千葉女子高等学校校歌（作詞：高野辰之）
- 千葉県香取郡神崎町立神崎小学校校歌（作詞：佐々木信綱）
- 群馬県立桐生高等学校校歌（作詞：篠崎与十郎）
- 群馬県立桐生女子高等学校校歌（作詞：本多亀三）
- 群馬県立伊勢崎工業高等学校校歌（作詞：河野省三）
- 埼玉県立川越総合高等学校校歌（作詞：武島羽衣）
- 埼玉県秩父郡小鹿野町立両神小学校校歌（作詞：吉丸一昌）
- 筑波大学附属視覚特別支援学校（旧東京盲学校）校歌（作詞：尾上柴舟）
- 旧千代田区立淡路小学校校歌（作詞：細川潤次郎）
- 女子学院校歌（作詞：別所梅之助）
- 中央区立泰明小学校校歌（作詞：武島羽衣）
- 港区立白金小学校校歌（作詞：武笠三）
- 三輪田学園中学校・高等学校校歌（作詞：三輪田元道）
- 神奈川県立上溝高等学校校歌（作詞：鴇田恵吉）
- 神奈川県立神奈川工業高等学校校歌（作詞：浦井喜久造）
- 神奈川県立平塚農業高等学校校歌（作詞：青木存義）
- 鎌倉市立御成小学校校歌（作詞：佐佐木信綱)
- 鎌倉市立腰越小学校校歌（作詞：吉丸一昌)
- 新潟県立加茂農林高等学校校歌（作詞：土井晩翠）
- 長野県下高井農林高等学校校歌（作詞：高野辰之）
- 長野県上田高等学校校歌（作詞：旧制長野県立上田中学校国漢科）
- 長野県上田東高等学校校歌（作詞：土井晩翠）
- 長野県小諸商業高等学校校歌（作詞：児玉花外）
- 長野県松本深志高等学校校歌（作詞：松原威雄）
- 岐阜県立武義高等学校校歌（作詞：佐佐木信綱）
- 滋賀県大津市立平野小学校（作詞：巖谷小波）
- 滋賀県長浜市立七郷小学校（作詞：尾田鶴治郎）
- 大阪府立北野高等学校校歌（作詞：土井晩翠）
- 梅花学園校歌（作詞：清水千代）
- 岡山県立津山商業高等学校校歌（作詞：石井眞一）
- 広島県立福山工業高等学校校歌（作詞：上村貞章）
- 島根県浜田市立松原小学校校歌（作詞：水黒準六)
- 熊本県立熊本高等学校校歌（作詞：池辺義象）
- 山梨県立日川高等学校校歌（作詞：大須賀乙字）
- （樺太）樺太泊居尋常高等小学校校歌（作詞：高野辰之）
- （台湾）台南州立嘉義農林学校校歌（作詞：高野辰之）
- （朝鮮）朝鮮海州西公立中学校校歌（作詞：白鳥省吾）
- （満洲）南満州鶏冠山尋常高等小学校校歌
- 福岡県立門司大翔館高等学校校歌（作詞：西山和夫）[注釈 1]
- 石川県立金澤第一高等女学校（作詞：鳥居忱）→さいび園園歌（作詞：上出佳子[5]）

### その他の曲・歌
- 我等の生業（ロータリークラブの歌）
- 古賀連隊長（佐佐木信綱作詞、満州事変関連）1932年
- 陸軍記念日唱歌
- 飛行機唱歌
- 名古屋市歌
- 四日市市歌（初代）
- 岡山市歌（旧）
- 門司市歌